# Kaplica św. Mikołaja Cudotwórcy w Klejnikach
Kaplica pod wezwaniem św. Mikołaja Cudotwórcy – prawosławna kaplica (czasownia) w Klejnikach. Należy do parafii Wniebowstąpienia Pańskiego w Klejnikach, w dekanacie Narew diecezji warszawsko-bielskiej Polskiego Autokefalicznego Kościoła Prawosławnego.
Obiekt znajduje się w centrum wsi.

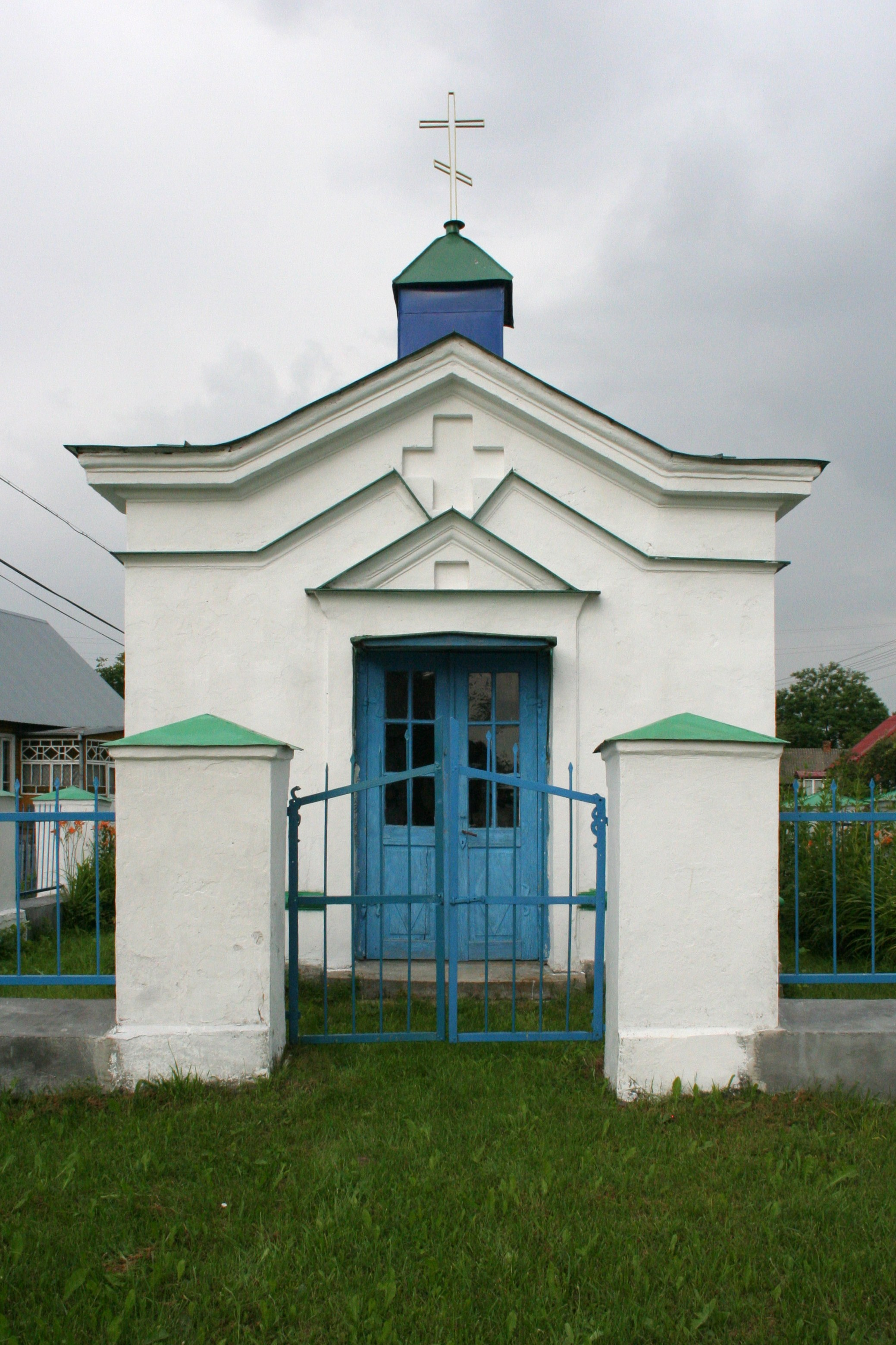
Kaplica od frontu

Kaplica została zbudowana pod koniec XIX lub na początku XX w. Wzniesiona na planie prostokąta, murowana (z cegły i kamienia), w stylu nawiązującym do klasycyzmu, salowa, otynkowana, bielona mlekiem wapiennym. Dach blaszany, dwukalenicowy, wielospadowy. Nad środkową częścią dachu, w miejscu przecięcia się kalenic, znajduje się czworoboczna wieżyczka zwieńczona daszkiem namiotowym z sześcioramiennym krzyżem.
Świątynię wpisano do rejestru zabytków 13 sierpnia 2013 pod nr A-534.